# Q-код
Q-код — система трьохлітерних кодів, що використовується у радіозв'язку, найчастіше при передаванні кодом Морзе.
Міжнародним союзом електрозв'язку розподілено три серії Q-кодів: QAA—QNZ для використання в повітряній службі, QOA—QQZ — у морській, QRA—QUZ — загального використання. Перша літера Q ніколи не використовується у позивних радіостанцій, таким чином Q-коди легко відрізнити від іншої інформації.
Кожен код може передаватися у питальній («чи маєте ви?.. чи повинен я?..»), ствердній («я маю… ви повинні…»), або заперечній формі («я не маю… ви не повинні…»). У питальній формі до коду додається знак питання (телеграфом «..--..») чи «RQ» (телефоном «ромео квебек»), у заперечній — «NO». Крім того код може містити цифру, що уточнює його значення. Після кода передаютьс додаткові дані: місце, час, позивні, частота та клас випромінювання для радіоз'язку тощо.
Коди із загальної серії QRA—QUZ використовуються для ідентифікації станції, визначення місця, часу, напрямку, маршруту руху, встановлення зв'язку, частоти і класу випромінювання, визначення порядку оплати послуг, передачі повідомлень, обміну кореспонденцією, оцінки якості сигналу, завад, припинення роботи, передачі невідкладних повідомлень, сигналу лиха, проведення пошуково-рятувальних робіт.
| Код | Питання                                           | Відповідь                                                        |
| --- | ------------------------------------------------- | ---------------------------------------------------------------- |
| QRK | яка розбірливість моїх сигналів?                  | розбірливість Ваших сигналів...                                  |
| QRM | чи створює вам хтось завади?                      | мені створює завади...                                           |
| QRN | чи піддаєтеся Ви атмосферним завадам?             | мені заважають атмосферні завади                                 |
| QRO | чи належить мені збільшити потужність передавача? | збільшіть потужність передавача                                  |
| QRP | чи належить мені знизити потужність передавача?   | зменшіть потужність передавача                                   |
| QRS | чи належить мені передавати повільніше?           | передавайте повільніше                                           |
| QRT | чи належить мені припинити передачу?              | припиніть передачу                                               |
| QRZ | хто мене викликає?                                | Вас викликає...                                                  |
| QRV | Ви готові?                                        | я готовий                                                        |
| QSB | чи загасають мої сигнали?                         | Ваші сигнали загасають                                           |
| QSL | чи можете Ви підтвердити прийом?                  | підтверджую прийом                                               |
| QSO | чи можете Ви зв'язатися з... безпосередньо?       | я можу зв'язатися з... безпосередньо                             |
| QSY | чи потрібно мені перейти на іншу частоту?         | перейдіть на іншу частоту                                        |
| QRX | коли Ви знову вийдете на зв'язок?                 | я знову вийду на зв'язок о... годині на частоті... кГц (або МГц) |
| QTH | на якій широті й довготі Ви перебуваєте           | моє місцезнаходження на широті..., довготі...                    |